# Ruffinihaus

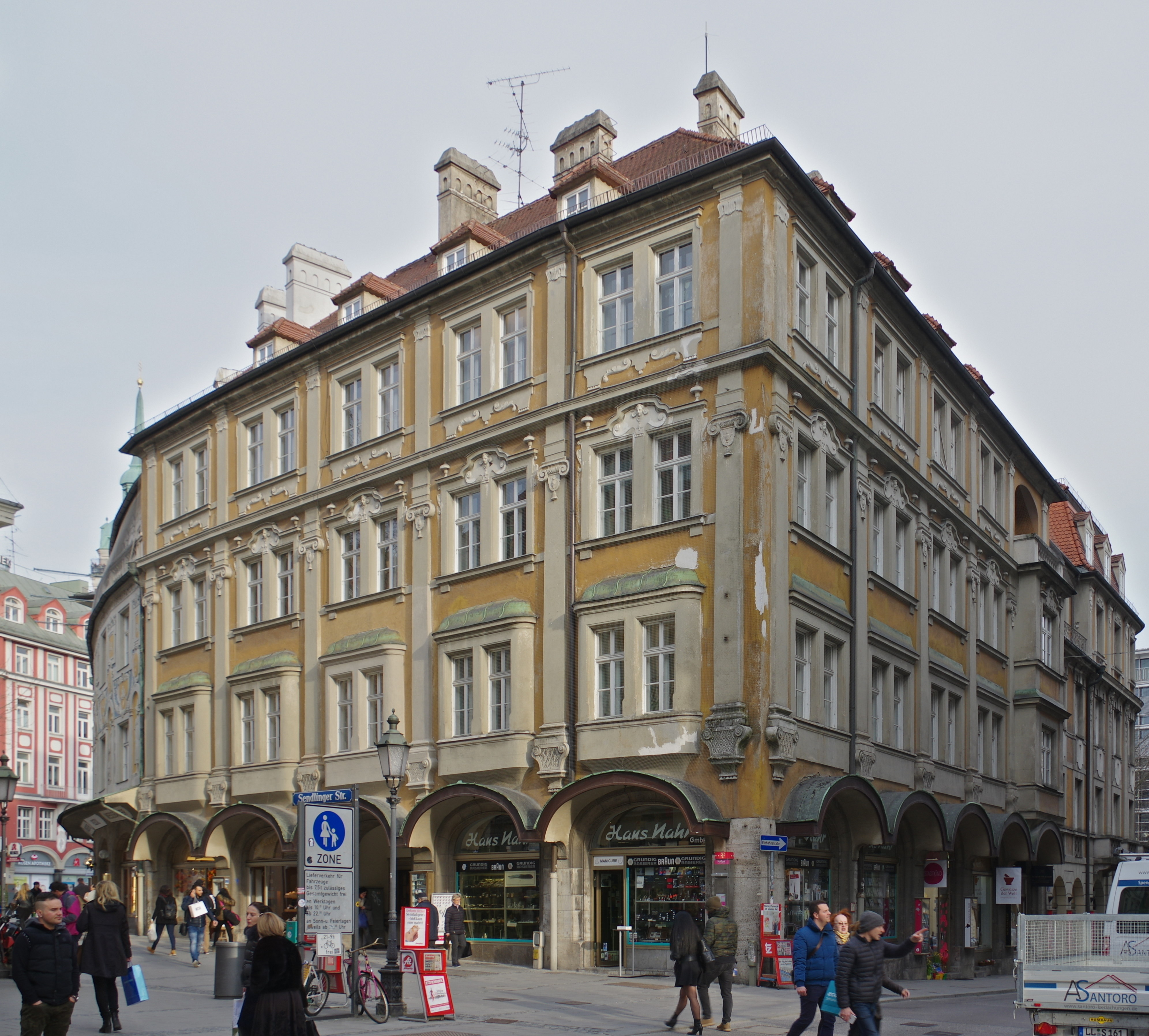
Ruffinihaus: Westecke an Sendlinger und Pettenbeckstraße

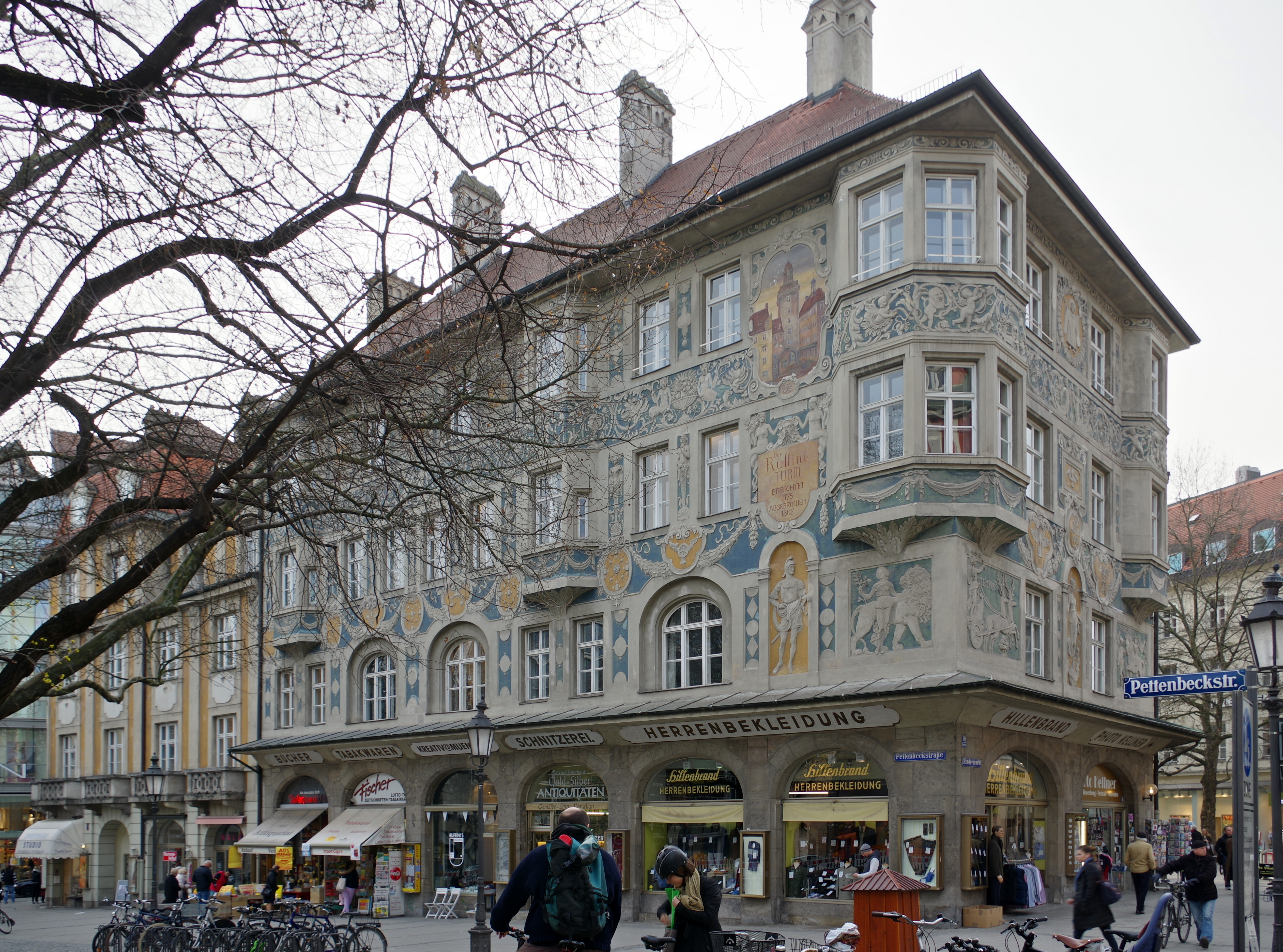
Ost-Ecke am Rindermarkt mit Ruffiniturm-Fresko

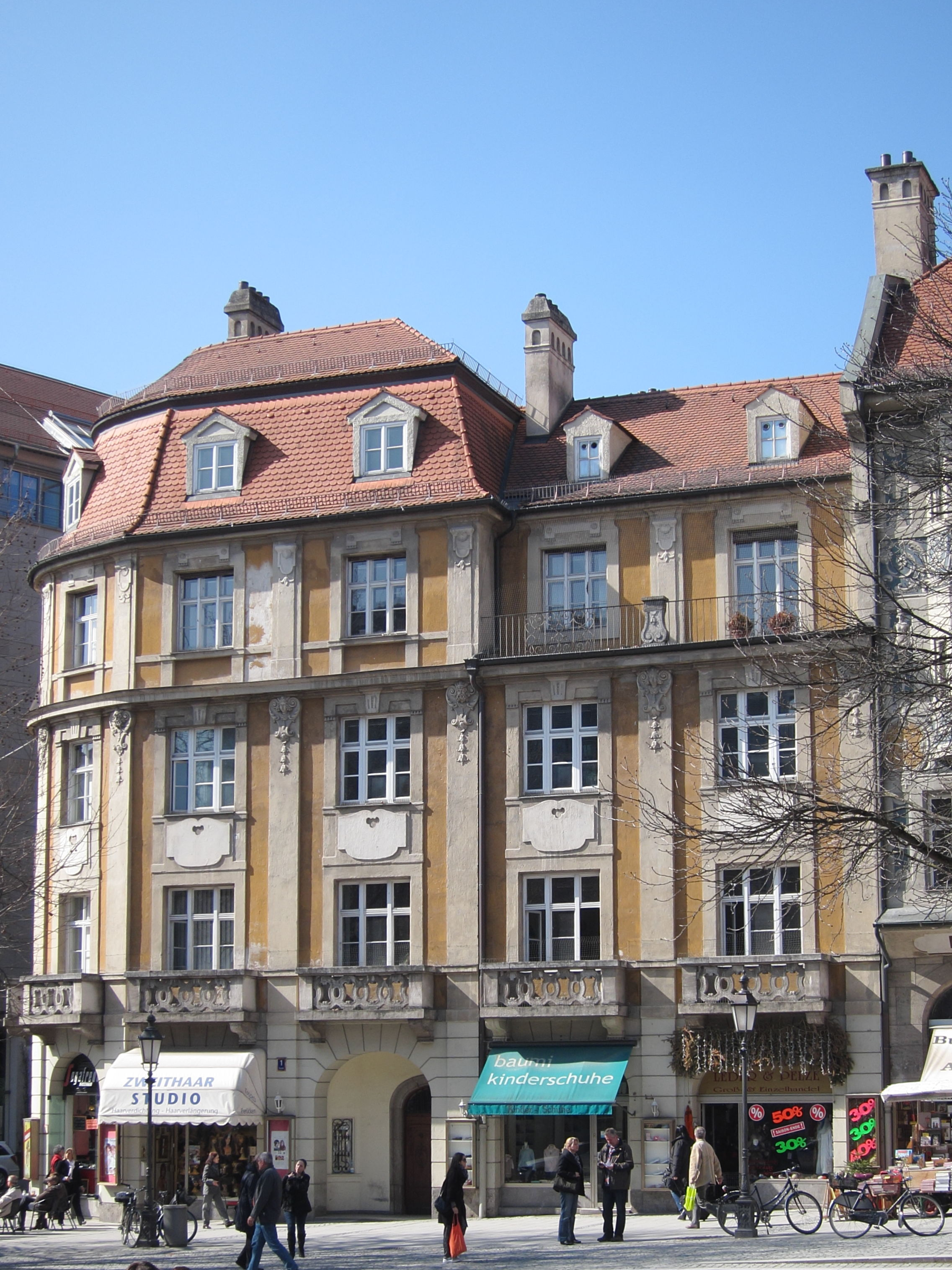
Die Südost-Ecke am Rindermarkt

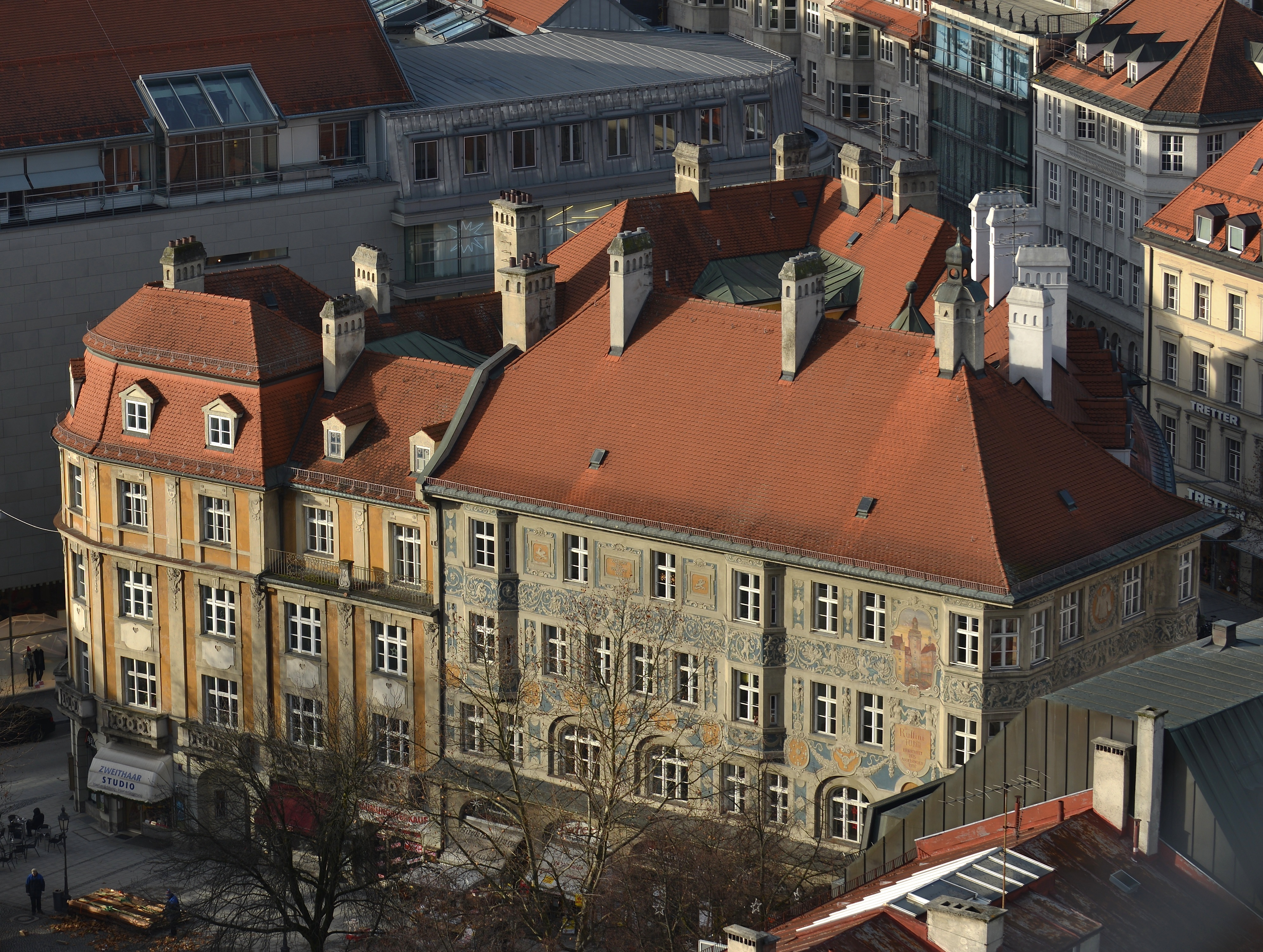
Dachlandschaft des Ruffinihauses

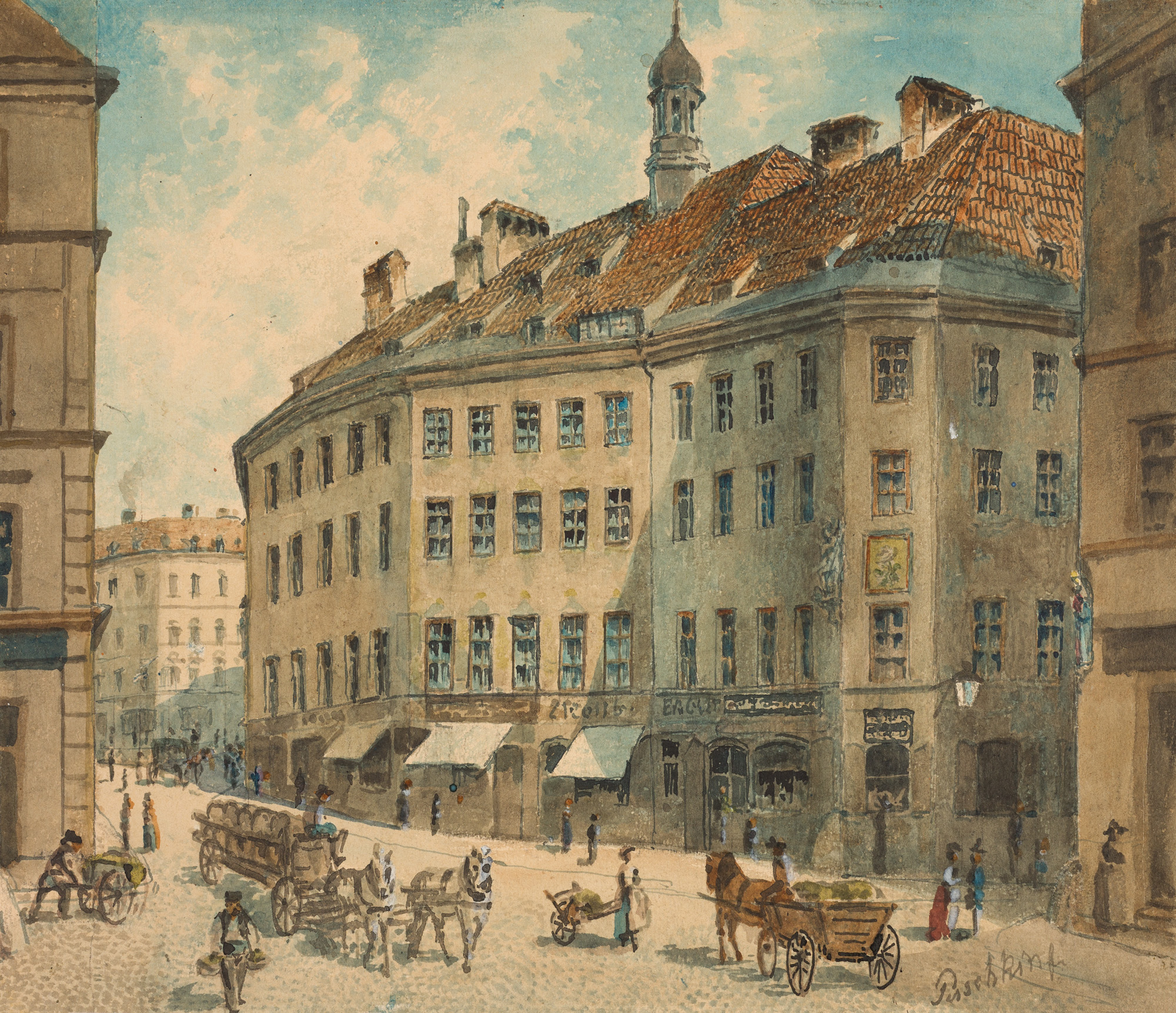
Joseph Puschkin: Aquarell des Ruffinihauses kurz nach seiner Fertigstellung

Das Ruffinihaus, eigentlich eine Gruppe von drei Häusern (auch bekannt als Ruffinihäuser) am Rindermarkt 10 in der Münchner Altstadt, wurde 1903 bis 1905 von Gabriel von Seidl errichtet. Das dreiseitige Haus, das an die Sendlinger und die Pettenbeckstraße grenzt, steht an der ursprünglichen Hangkante des historischen Stadtgrabens der ersten mittelalterlichen Stadtbefestigung, wie heute noch beim Blick von Südosten zu erkennen ist. Der markante Standort verweist dadurch sowohl im Gelände wie in der historischen Betrachtung auf den Übergang zwischen dem ältesten Stadtkern und der ersten Stadterweiterung des 13. Jahrhunderts. 
Der Name geht auf die Familie von Johann Baptista Ruffini zurück, wobei der ebenfalls nach der Familie benannte, 1808 abgetragene Ruffiniturm der direkte Namensgeber war. Er bildete das ursprüngliche Sendlinger Tor und war somit Teil der ersten Münchner Stadtbefestigung. Er stand westlich an das heutige Grundstück anschließend und ist auf einem Fresko an der Fassade abgebildet.
Die Münchner Denkmaltopographie beschreibt den Bau als „romantisch-heimatliche Stimmungsarchitektur höchsten Niveaus zur Interpretation eines unter malerischem Ideal begriffenen historisierenden Altstadtbildes, dessen ‚Aufwertung‘ erstrebt wurde.“

## Geschichte
Im Spätmittelalter war auf dem Grundstück zunächst eine kleinteilige Bebauung entstanden, die ab 1708 bzw. 1721 in Besitz der beiden bekannten Münchner Familien, Püttrich und Ruffini, gelangte, die eine für den Zeitpunkt um 1800 nachgewiesene, vereinheitlichte Bebauung mit vier Stockwerken im Stil des Barocks errichten ließen. Darin befand sich eine Vielzahl kleiner Ladengeschäfte. Im Rahmen einer erneuten Straßenerweiterung kaufte die Stadt 1898 das Grundstück an und schrieb einen Architekturwettbewerb aus. Gegen den Entwurf eines großen Warenhauses setzte sich Gabriel von Seidl durch, der unter dem Namen „Drei Häuser“ eine Blockbebauung vorschlug, die den Eindruck einer kleinteiliger Substanz erweckt und die einzelnen Ladengeschäfte der Vorgängerbebauung aufgreift.

## Baubeschreibung
Um einen zentralen, dreieckigen Hof gruppieren sich die drei einzelnen Häuser mit unterschiedlichem Charakter. Bemerkenswert ist die vielgestaltige Dachlandschaft, deren unterschiedliche Ausgestaltung stark zur Gliederung des Baukörpers und dem Eindruck dreier unabhängiger Bauten beiträgt. 
Nach Norden orientiert sich der Kopfbau, dessen Schmalseite als Abschluss der vom Marienplatz kommenden Rosenstraße wirkt. Im Westen folgt die Fassade mit konvexer Form der Straßenführung der Sendlinger Straße, der Flügel im Osten zum Rindermarkt hat eine gerade Grundlinie. Die beiden oberen Geschosse des Hauptbaus weisen auf Nord- und Ostseite vier Erker mit polygonalem Grundriss auf, die als einzige Elemente aus der Fassade hervortreten. Das oberste Stockwerk der Westfassade tritt zurück und öffnet eine Terrasse hinter einer kleinen Balustrade. Über dem Ladengeschoss mit seiner Fassade aus Muschelkalk kragt ein kupfergedecktes Vordach in voller Länge hervor, unter dem eine Hohlkehle Raum für Ladenschilder lässt. Auch die Traufe des Hauptblocks ragt deutlich hervor und macht Anleihen bei der alpenländischen Architektur. Die Fassade der Obergeschosse ist reich mit Stuckaturen und Flachreliefs verziert, die von Julius Seidler und Philipp Widmer gestaltet wurden. Sie zeigen Allegorien von Tugenden und Berufen, sowie Symbole für Berufe und Stände umschlossen von Kartuschen und verbunden durch Girlanden. Auch ihr Stil greift Motive der ländlichen Bauformen des Alpenvorlandes auf und mischen sie mit Aspekten alter Münchner Bürgerhäuser. Auf der Ostfassade ist ein Fresko von Karl Wahler integriert, das den historischen Ruffiniturm darstellt. In diesem Gebäude sind mit der Eingangshalle mit Kreuzgratgewölbe, der Wendeltreppe und ihrem schmiede-eisernen Gitter sowie einigen originalen ehemaligen Wohnungstüren die einzigen Elemente der Inneneinrichtung erhalten.
Das Eckhaus im Südwesten ist am Spätbarock orientiert. Die Schaufensterfront ist durch rundbogige Vordächer gegliedert, die wie Arkaden wirken. Ein Erker mit Loggia im Süden grenzt den Bau vom Nachbar ab. Die Fassaden des ersten und zweiten Obergeschosses sind durch Pilaster mit reichhaltigen Konsolen und Kapitellen gegliedert, die jeweils zwei Fenster zusammenfassen, nach einem umlaufenden Gurtgesims setzen sich die Pilaster im dritten Obergeschoss fort. Ursprünglich wies der Eckbau zwei Volutengiebel auf, die nach dem Zweiten Weltkrieg nicht wieder errichtet wurden.
Im Südosten schließt ein weiterer Eckbau als kleinster Bestandteil den Gebäudekomplex. Die Ecke selbst wird deutlich betont. Das Erdgeschoss ist abgerundet, das erste Obergeschoss wird durch vorgesetzte, massive Steinbalkone betont, das zweite durch ein Gesims. Das dritte Obergeschoss ist an den jeweiligen Außenseiten zu den Nachbargebäuden zurückgesetzt und wirkt im Eckbereich so plastisch und kraftvoll. Dazu trägt auch das steile Mansarddach bei.

## Jüngere Geschichte und Nutzung
Im Zweiten Weltkrieg wurde das Ruffinihaus 1944 beschädigt, in der Folge zunächst nur notdürftig gesichert und 1954/55 von Erwin Schleich mit einigen Änderungen wieder aufgebaut. 1973 leitete Schleich selbst eine weitere Renovierung. 2008/09 erfolgten erneute Arbeiten. In den ehemaligen Wohnungen der Obergeschosse befinden sich Büros der städtischen Verwaltung, darunter das Tourismusamt der Stadt München. Das Erdgeschoss ist mit traditionsreichen, kleinteiligen Ladengeschäften belegt. Von 2017 bis 2021 lief eine umfassende Modernisierung, bei der im Dachgeschoss weiterer Büroraum für das Kommunalreferat erschlossen wurde. Die Läden eröffneten nach der Sanierung wieder, für die Dauer der Bauzeit erhielten fast alle einen Ersatzstandort in der unmittelbaren Umgebung.